# Jul på Slottet
Jul på Slottet er en tv-julekalender produceret af DR og sendt første gang som børnenes U-landskalender i 1986. Serien blev optaget på Rosenholm Slot i 1985 over seks måneder. Julekalenderen er instrueret af Finn Henriksen, og musikken er komponeret af Bodil Heister. Den er genudsendt i 1991, 1998 og senest i 2013 på DR Ramasjang, hvor Shane Brox præsenterede den.
Jul på Slottet handler om et fattigt kongerige, der må betale krigsskadeerstatning til nabolandet enten i form af kongens vægt i guld eller ved at gifte prinsesse Miamaja bort inden jul. Grev Rabsenfuchs forsøger at spolere planerne sammen med sin nevø Junker Juchs, mens nisserne, der også bor på slottet, forsøger at hjælpe til med at sprede julestemning.
Hovedrollerne som jægeren Valentin og prinsesse Miamaja spilles af Jens Zacho Böye og Hanne Stensgaard, mens Waage Sandø spiller skurken grev Rabsenfuchs. Af andre medvirkende er Morten Grunwald, Ole Thestrup og Allan Olsen.
Julekalenderen indeholder sange, den kendteste nok er "December-Sang" med teksten "det' sørme det' sandt december". De blev udgivet på CD i 1998.
Jul på Slottet var DRs hidtil dyreste julekalender, og den blev rost for både kulisser og kostumer. Flere af skuespillerne blev også rost, og særligt Böye og Stensgaard opnåede stor popularitet.
Jul på Slottet er dramatiseret og opført på teatre flere steder i landet.

## Handling
På slottet i et lille kongerige bor Kongen (Morten Grunwald) med sin søster, Fedorika (Lily Weiding) og sin dejlige datter, Prinsesse Miamaja (Hanne Stensgaard). Riget har været i krig med nabolandet Montania, og for at sikre freden, skal de betale kongens vægt i guld som krigsskadeerstatning. Sammen med sin enfoldige nevø junker Juchs (Kim Veisgaard) har grev Rabsenfuchs (Waage Sandø) imidlertid skjult kornpengene, så der kun er en ganske lille rest i skatkammeret. Kongen forsøger at gå på slankekur for at nedbringe mængden af guld, der skal betales. Da det heller ingen vegne fører, beder han troldmanden Mester Astralius (Ejnar Hans Jensen) om at fremstille guld. 
Montanias sendebud, baron von Wiessenwass (Aksel Erhardsen), lader kongen vide, at hvis prinsesse Miamaja ægter Montanias prins, vil gælden være betalt. Dette nægter prinsessen dog pure. Den fremmede jæger Valentin (Jens Zacho Böye), der har fået ansættelse på slottet, forsøger sammen med Miamaja at gennemgå rigets regnskaber for at finde ud af, hvorfor der ikke er kommet flere skatter ind. Han giver hende også en halskæde, som hun  hænger på sin hest Vesper, fordi hun ikke kan gå med et smykke, som hun har fået af en simpel jæger.
Montania kræver svar inden jul, og derfor afskaffer kongen julen i et forsøg på at købe mere tid. I stedet sender Montania sin hær og omringer slottet. Samtidig fængsles Valentin for at være spion fra Montania. Endelig giver prinsessen sig og siger ja til at gifte sig med prinsen, der dog ikke selv kan være til stede ved trolovelsen. Baron von Wiessenwass bliver stedfortræder, men just efter ceremonien opdager han, at Miamaja bærer smykket fra Valentin, som han genkender. Valentin løslades, og det viser sig, at han var Montanias prins i forklædning. Ved afsløringen bliver prinsessen harm og vil ikke have noget med ham at gøre. Valentin har også fundet ud af, at baron von Wiessenwass og grev Rabsenfuchs er i ledtog om at gemme guldet, og de pågribes, da de forsøger at flygte. Kongen genindfører julen, og prinsessen tilgiver Valentin og beder ham blive.
Undervejs i historien forsøger slottets julenisser - far Magnum (Ole Thestrup), mor Trisse (Ellen Winther Lembourn), deres søn Fimpe (Allan Olsen) og onkel Mirko (Finn Nielsen), der er flygtet fra Montania - at hjælpe slottets beboere, særligt Miamaja, og at sprede julestemning på slottet.

### Afsnit
| Afsnit | Først sendt       | Resume | Længde |
| ------ | ----------------- | --- | ------ |
| 1      | 1. december 1986  | Grev Rabsenfuch kommer tilbage til slottet og fortæller, at freden med nabolandet Montania er sikret, men at de skal betale kongens vægt i guld som krigsskadeerstatning. Jægeren Valentin kommer til slottet for at søge job. Nisserne, der bor på loftet på slottet, skifter deres grønne nissehuer ud med de røde huer, som de bruger til jul. | 18:59  |
| 2      | 2. december 1986  | Ved et kig i skatkammeret findes kun en ganske lille håndfuld mønter, der langtfra opvejer den overvægtige konge. For at mindske mængden af guld, der er påkrævet, foreslår kongens søster Fedorika, at kongen skal på slankekur. Valentin passer prinsessens hest så godt, at mundskænken Sysmund ikke tør nærme sig. Under dække af at være kammerpige begiver Miamaja sig ned i stalden for at se Valentin an. | 21:08  |
| 3      | 3. december 1986  | For ikke at være den eneste, der sulter, beslutter kongen, at hele slottet skal på slankekur. Samtidig snyder kongen sig til at spise i smug, og nisserne, der ikke bryder sig om at blive sat på smalkost, stjæler noget af hans lakrids. Han tilkalder også hoffets troldmand, Astralius, og beder ham om at fremstille en drik, der kan gør ham slank. | 24:11  |
| 4      | 4. december 1986  | Prinsesse Miamaja spiller Valentin et puds ved at hidkalde ham og udgive sig for kammerpige, mens hendes rigtige kammerpige, Sibbe, udgiver sig for prinsessen. Kongen taber sig fortsat ikke nok, og Astralius har ikke held med at fremstille slankedrikken. Miamaja sætter mad op til nisserne, så de ikke sulter. | 20:00  |
| 5      | 5. december 1986  | Gesandten Baron von Wiessenwass fra Montania kommer på besøg for at se, hvordan det går med at skaffe kongens vægt i guld. Far Magnums bror onkel Mirko er med som blindpassager på flugt fra Montania, for dér har de forbudt nisser. Grev Rabsenfuchs er overrasket over gesandtens besøg, da de har en aftale. Baron von Wiessenwass medbringer en overdådig kage som gave til kongen, som Fedorika først afviser. Af høflighed smager de dog på kagen, der ender med at blive spist, og således spoleres kongens slankekur. Miamajas fugl, Gregor, er syg, og Valentin hidkaldes for at helbrede den. Nisserne driller baronen, som ikke tror på nisser. | 23:47  |
| 6      | 6. december 1986  | Astralius forsøger at lære prinsessen at regne, men det viser sig vanskeligt. Pengene fra årets høst ankommer, men Rabsenfuchs og Juchs lægger størstedelen i en anden kiste, som de har skjult på slottet. De resterende guldmønter hjælper ingenlunde kongen ud af kniben. Nisserne driller kongen ved at vende hans malerier. Baron von Wiessenwass forlader slottet i al hast, efter at nisserne har drillet ham i hans seng. Kongen hidkalder endnu en gang Astralius og beder ham fremstille guld. | 24:40  |
| 7      | 7. december 1986  | Astralius forsøger at lave guld, men uden held. Grev Rabsenfuchs snyder ham til at tro, at han er på sporet ved at smide en guldmønt i hans gryde. Juletræet ankommer til slottet til stor fryd for nisserne og slottets beboere. Miamaja beder Valentin gå på loftet med mad til nisserne, men han tror ikke på nisser. | 23:02  |
| 8      | 8. december 1986  | Miamaja har fået en kugleramme af Valentin, som gør hende i stand til at regne. Det bekymrer grev Rabsenfuchs. Astralius opfinder en drik, der skal få kongen til at sove, så han ikke kan spise. Grev Rabsenfuchs sætter Juchs til at give noget af drikken til Miamaja, så hun ikke blander sig i rigets regnskaber. Ved en fejl får Fedorika dog drukket den, og da hun går i søvne, er hun nær ved at falde i voldgraven. Valentin skal rejse i nogle dage og efterlader mad til fuglen Gregor, så den kan klare sig i hans fravær. | 24:36  |
| 9      | 9. december 1986  | Fedorika sover stadig, men da Rabsenfuchs kysser hende, vågner hun. Fedorika lærer Miamaja, hvordan man begår sig som prinsesse. Det lykkes Junker Juchs at stjæle hendes kugleramme, og snart er hele garden i gang med at lede efter den. Han taber den, men det opfattes som om, han har fundet den, og han får et kys af prinsessen som tak. Mirko har hjemve, og Magnum tager ham med rundt på slottet for at drille menneskene. | 24:25  |
| 10     | 10. december 1986 | Baron von Wiessenwass kommer atter på besøg, og kongen lader som om, at han er syg. Baronen insisterer på at få foretræde, og kongen indrømmer, at det ikke går godt med at skaffe guldet. I stedet kommer baronen med en alternativ løsning: hvis blot prinsesse Miamaja gifter sig med Montanias prins inden jul, vil krigsskadeerstatningen være betalt. Endnu en gang har han medbragt en stor kage, som hoffet sætter til livs. Da nisserne endnu en gang driller ham, tager han hastigt afsked. Ved hjælp af sin kugleramme regner Miamaja fremragende i Astralius' timer. | 24:38  |
| 11     | 11. december 1986 | Prinsesse Miamaja har låst sig inde på sit værelse og nægter at ægte prinsen af Montania. Kongen forsøger at overtale hende uden held. Fedorika prøver ligeså, og da hun nægter, bliver hun låst inde på sit kammer sammen med Sibbe. Nisserne stiller mad ind til hende, så hun ikke sulter. Grev Rabsenfuchs er bekymret over fremgangen hos Astralius og sætter Juchs til at smide en mønt i hans kogekar. Kongen opdager det, da de begge putter mønterne i hans mikstur. Rabsenfuchs bortforklarer det med, at rigtigt guld måske ville fremme produktionen. | 25:18  |
| 12     | 12. december 1986 | Nisserne laver endnu en gang mad til Miamaja. Valentin er kommet tilbage og får lov at komme ind i prinsessens kammer for at se til Gregor. Grev Rabsenfuchs kan ikke gennemskue, hvorfor Montania pludseligt vil slå en streg over gælden, hvis de gifter prinsessen væk inden jul. Han får kongen til at afskaffe julen, så prinsessen ikke behøver at gifte sig mod sin vilje. Glædeligt overbringer riget budskabet. Nisserne er dog noget misfornøjede. | 23:15  |
| 13     | 13. december 1986 | Alt, der har med julen at gøre, fjernes. Nisserne genophænger den julepynt, som er taget ned, til kongens og ikke mindst Fedorikas irritation. Prinsessen rider til skovs med Valentin og Sibbe. Junker Juchs sendes efter af Rabsenfuchs. Tappert begiver han sig afsted, men bliver ganske forskrækket over mødet med en bjørn og farer vild i skoven, mens de andre drager hjem. For at hjælpe Astralius med guldfremstillingen genåbner Magnum sit gamle laboratorium, men han har heller ingen held med projektet. | 24:34  |
| 14     | 14. december 1986 | Kongen hygger sig i det skjulte med julepynt. Senõr Fandango ankommer, og slottet skal danse menuet. Miamaja hidkalder Valentin, så de kan danse. Rabsenfuchs forsøger at få gjort Juchs i stand, så prinsessen vil falde for ham. I stedet får han dog kludret i det og gjort sig selv til grin. Under dansen flytter Rabsenfuchs kisten, hvor han gemmer alt guldet, fra slottet til sit lille hus. | 24:55  |
| 15     | 15. december 1986 | Magnum forsøger fortsat at lave guld. Astralius opfinder en gylden pilekvist, der kan finde guld. Valentin finder en halskæde, som han har givet Miamaja, på hesten Vesper. Hun siger, at hun ikke kan gå med det selv, fordi det betyder noget særligt at skænke en pige et smykke. Rabsenfuchs opdager, at kisten med guld har et hul, så flere guldmønter er faldet ud, da han flyttede den. Juchs forsøger at finde de tabte mønter uden held. I stedet forsøger Rabsenfuchs og Juchs at lede Astralius væk fra huset ved at lægge guldmønter forskelige steder. Astralius ender i stalden, hvor smykket hænger på Vesper. Hesten spiser hans gyldne pilekvist. Rabsenfuchs og Juchs gemmer kisten i voldgraven, så Astralius ikke finder guldet i deres hus. | 25:10  |
| 16     | 16. december 1986 | Valentin skaffer et stort bundt pilekviste, så hele garden kan gå på jagt efter guld med gyldne pilekviste. Miamaja og Valentin skaffer nøglerne til skabet, hvor regnskaberne opbevares, så de kan få syn for sagn. Rabsenfuchs dukker dog op, mens de gennemgår papirerne, og de gemmer sig. Kuglerammen bliver imidlertid efterladt, og Rabsenfuchs snupper den. Nisserne hænger julepynt op om natten, som bliver taget ned om dagen, og Miamaja giver dem mad på loftet. | 24:06  |
| 17     | 17. december 1986 | Rabsenfuchs er foruroliget, fordi hans nøgle til skabet med regnskaberne er væk. Valentin får listet nøglen til skabet ind under Rabsenfuchs' dør, og Miamaja får tilbageleveret kongens nøgle. Rabsenfuchs har mistanke om, at noget er i gære. Rabsenfuchs går til kongen for at finde ud af, om han også har mistet sin nøgle, men finder at den er hos ham. Garden undersøger slottet for guld, og da de nærmer sig voldgraven, hvor guldet befinder sig, beordrer Rabsenfuchs dem den anden vej. Baron von Wiessenwass kommer endnu en gang på besøg for at høre, hvad de har besluttet. Kongen forklarer, at de har afskaffet julen, så der ikke kan blive bryllup. Fimpe lister ind i laboratoriet og får pillet ved tingene, så det pludseligt bliver sommer i kongeriget. | 23:20  |
| 18     | 18. december 1986 | Baron von Wiessenwass er blevet forkølet, og Mirko driller ham med snepulver. Han forlader slottet i vrede over, at man prøver at snyde ham. Rabsenfuchs instruerer Juchs i, hvordan han vinder prinsessens hjerte. Miamaja får skubbet ham i vandet, mens han forsøger at være romantisk, mens hun gynger. Kongen nyder sommeren og fisker i voldgraven. Rabsenfuchs forsøger at få ham væk fra stedet, hvor guldet er gemt. Nisserne skifter deres røde julehuer ud med de grønne, og Fimpe skældes ud for at rode i laboratoriet. Magnum forsøger at finde ud af, hvad det helt præcis er, han har gjort. | 21:33  |
| 19     | 19. december 1986 | Der afholdes ridderturnering på slottet. Både Valentin og Juchs deltager, og Rabsenfuchs vil have Juchs til at klare sig godt. Han skærer gjorden over på Valentins saddel, så han falder af hesten under ringridningen og sender solen i øjnene på ham ved bueskydningen. Fimpe bruger sit pusterør, så Juchs også sender sin pil den gale vej. Valentin vinder dog sidste disciplin mod Juchs og vinder konkurrencen, men overdrager præmien til Juchs. Kongen fortæller Rabsenfuchs, at han vil følge Miamaja til Montania, hvis hun bliver gift, og at greven derfor vil overtage ledelsen af riget. | 24:38  |
| 20     | 20. december 1986 | Valentin tager Miamaja med til skoven for at kigge på ræveunger fra den tidlige morgenstund. Rabsenfuchs ser dem ride afsted og sender Juchs efter dem med besked om at bringe deres heste med tilbage. Han går derefter til kongen og melder, at prinsessen er bortført til Montania af Valentin. Juchs finder hestene og bringer dem med tilbage, og Miamaja og Valentin kan ikke forstå, hvor de er blevet af. Astralius vil bruge et magisk pendul til at finde prinsessen, og Fimpe laver sit eget pendul, men i sin iver efter at hjælpe, får han sendt pendulet ned i laboratoriet. Kort efter er det atter vinter i kongeriget. Nisserne skifter tilbage til de røde julehuer. Valentin og Miamaja er kun iført sommerklæder i kulden. Rabsenfuchs melder, at hestene er fundet. Valentin bringer snart efter prinsessen tilbage til slottet. Hun er forkommen og bringes til sit kammer, imens Rabsenfuchs sender Valentin i fangehullet for at have kidnappet hende. | 23:08  |
| 21     | 21. december 1986 | Miamaja er oprørt over, at Valentin er i fangehullet. Rabsenfuchs finder et kort over grænseområdet til Montania skjult i skæftet på Valentins kniv, hvilket beviser, at han er spion. Maimaja bliver meget ked af, at hendes ven er fængslet, og derfor befrier nisserne Valentin ved at løsne hans lænker. Han flygter, men da han kravler ned fra tårnet, hvor han har sagt farvel til prinsessen, bliver han endnu en gang pågrebet og smidt i fangehullet. | 24:39  |
| 22     | 22. december 1986 | Valentin dømmes til døden morgenen efter, men straks derpå ankommer en soldat med bud om, at Montanias hær rykker frem. Miamaja sender Sibbe afsted for at skaffe en fil og et brød til at skjule den i. Nisserne beslutter, at de vil forlade slottet på grund af den forestående krig. Astralius sættes til at fremstille krudt til krigen. Miamaja overbringer brødet med den skjulte fil til Valentin i fangehullet, men han giver det til Christoffer Tårngemmer. Han fortæller prinsessen, at hun skal gifte sig med Montanias prins, da det er den eneste løsning. Wiessenwass fortæller, at hæren har omringet slottet og tilbyder en sidste gang, at de enten kan betale guldet eller gifte prinsessen bort. Miamaja dukker op og meddeler, at hun vil gifte sig med prinsen, hvis Valentin løslades. Fimpe overhører, at der alligevel ikke bliver krig, så nisserne beslutter at blive. | 23:50  |
| 23     | 23. december 1986 | Miamaja gøres i stand til trolovelsen, men er ikke glad. Baron von Wiessenwass meddeler, at Montanias prins ikke kan komme til trolovelsen og vil træde i prinsens sted ved vielsen. Valentin, der skal sidde i fængsel til efter ceremonien, får overbevist Christoffer Tårngemmer om, at han vil blive rigt belønnet, såfremt han kan hente prinsessens halskæde, der hænger på Vesper, og bringe det til loftet, hvor hun plejer at give nisserne mad, sammen med et brev, han skriver. Miamaja finder halskæden og tager den på til trolovelsen. Nisserne vil gøre Miamaja glad igen ved at give hende guldet, som er gemt i voldgraven, så hun ikke behøver at gifte sig. De starter et bål for at smelte isen, og Rabsenfuchs og Juchs tager kisten op, så andre ikke skal finde den. Nisserne snyder dem til at skynde sig til slottet i al hast og efterlade kisten, hvorefter de snupper den og bringer den op til slottet, men når det ikke tidsnok til vielsen. Fra fangekælderen ser Valentin nisserne hente guldet. Miamaja troloves med Wiessenwass som stedfortræder, men da han opdager halskæden, forfærdes han. | 24:08  |
| 24     | 24. december 1986 | Valentin hentes fra fangekælderen, og Wiessenwass afslører, at det i virkeligheden er prinsen af Montania. Prinsesse Miamaja går sin vej i vrede over at være ført bag lyset. Da Valentin prøver at tale hende til rette, afviser hun ham. Nisserne stiller kornguldet ind på prinsessens kammer og sender Sibbe ned for at meddele, at hun har fortrudt trolovelsen. Wiessenwass og Rabsenfuchs er listet afsted til voldgraven for at lede efter guldet. Valentin fanger dem, men de slipper væk, da Wiessenwass får væltet ham omkuld, og Rabsenfuchs får fat i hans sværd. Valentin sætter efter dem, ligesom garden sendes afsted, og de bliver fanget. Som straf sættes de til at være vagter på slottet. Kongen genindfører julen, og der pyntes op på slottet igen. Valentin erklærer sin kærlighed til Sibbe i den tro, at det er prinsesse Miamaja. Hun hører ham dog og tilgiver ham, og det bliver alligevel jul. | 26:55  |

## Medvirkende
| Rolle                  | Skuespiller                  |
| ---------------------- | ---------------------------- |
| Kongen                 | Morten Grunwald              |
| Fedorika               | Lily Weiding                 |
| Miamaja                | Hanne Stensgaard             |
| Grev Rabsenfuchs       | Waage Sandø                  |
| Valentin               | Jens Zacho Böye              |
| Junker Juchs           | Kim Veisgaard                |
| Sysmund                | Anders Baggesen              |
| Sibbe                  | Anna Marie Nordestgaard      |
| Magnum (Nisse)         | Ole Thestrup                 |
| Trisse (Nisse)         | Ellen Winther Lembourn       |
| Fimpe (Nisse)          | Allan Olsen                  |
| Mirko (Nisse)          | Finn Nielsen                 |
| Astralius              | Ejnar Hans Jensen            |
| Baron von Wiessenwass  | Aksel Erhardsen              |
| Herold                 | Anders Theiss Errboe         |
| Herold                 | Bjørn Christensen            |
| Klaes                  | Poul Thomsen                 |
| Kollerød-bonden        | Poul Clemmensen              |
| Van Dango              | Jens Østerholm               |
| Christoffer Tårngemmer | Holger Boland                |
| Udridder               | Peter Gilsfort               |
| Prælat                 | Aksel Rasmussen              |
| Soldat                 | Peter Gantzler (ukrediteret) |

## Produktion

### Casting
Rollen som prinsesse Miamaja blev besat af Hanne Stensgaard, der på dette tidspunkt var 31 år. Hun var nybagt mor og var i pengenød og løj sig derfor seks år yngre for at få rollen. Hun gik til casting til trods for at have hørt, at en 28-årig var sendt væk, fordi hun var for gammel.
Jens Zacho Böye, der var uddannet fra Aarhus Teater, fik sit gennembrud i rollen som Valentin, som han fik som 28-årig. Sammen med Kim Veisgaard måtte han på rideskole for at lære at ride til rollen.
Kim Veisgaard, der spiller Junker Juchs, blev til castingen i Aarhus bl.a. spurgt, om han kunne ride, og han fik rollen til trods for, at hans eneste erfaring med heste var at blive trukket rundt på en pony som barn i en zoo.
Allan Olsen var på dette tidspunkt 25 år og glarmesterlærling. Han gik til casting og fik rollen bl.a. på baggrund af skuespillererfaring fra bl.a. Mig og Charly (1978) og Den kroniske uskyld (1985).
Finn Nielsen, som senere medvirkede som skibsnissen Skipper i Nissebanden i Grønland fra 1989, blev castet som nissen Mirko fra Montania.

### Optagelser
Oprindeligt var det meningen, at julekalenderen skulle være optaget på Sjælland, men da det ikke var muligt at finde et slot, der passede, rykkede produktionen til Jylland. Her fandt man i stedet Rosenholm Slot lidt nord for Hornslet på Djursland, som blev brugt til store dele af optagelserne, som foregik fra februar til sankthans.
Filmens instruktør var Finn Henriksen, som havde været klipper på Matador, og en række Olsenbanden-film. Manuskriptet blev skrevet af Henriksen og Martin Miehe-Renard, der senere skrev og instruerede Alletiders Jul og de efterfølgende julekalendere om nissen Pyrus, der er blevet sammenlignet med Fimpe fra Jul på Slottet.
Julekalenderen havde et budget på 12 mio. kr. (22,5 mio. kr. i 2013) og var på dette tidspunkt den dyreste julekalender, som DR havde produceret.

### Musik
Som andre af DR's julekalendere indholder serien en del sange. Nogle sange går igen i næsten alle afsnit, mens andre kun synges enkelte gange. Musikken blev skrevet af Bodil Heister, og ifølge hende selv er flere af sangene ganske svære som f.eks. "Drillesang", der går i fem fjerdedele, "Alkymistsang" og "Bagesang".
Musikken fra julekalenderen blev udgivet på CD i forbindelse med genudsendelsen i 1998.
| Nr. | Title                       | Fremført af                                                   | Længde |
| 1   | "Ouverture"                 | Radiounderholdningsorkestret                                  | 01:04  |
| 2   | "Drillesang"                | Ellen Winther                                                 | 01:27  |
| 3   | "Morgensang"                | Ellen Winther                                                 | 02:10  |
| 4   | "Slotsmarch"                | Radiounderholdningsorkesteret                                 | 01:11  |
| 5   | "Madsang"                   | Radiounderholdningsorkesteret                                 | 01:38  |
| 6   | "Kærlighed"                 | Radiounderholdningsorkesteret                                 | 02:02  |
| 7   | "Alkymistsang"              | Ejnar Hans Jensen                                             | 02:15  |
| 8   | "Miamaja"                   | Radiounderholdningsorkesteret                                 | 01:31  |
| 9   | "Når Anemoner Blomstrer"    | DR's Julekalender & Ellen Winther                             | 01:53  |
| 10  | "Sommer"                    | Radiounderholdningsorkesteret                                 | 02:05  |
| 11  | "December-Sang"             | Ellen Winther                                                 | 01:20  |
| 12  | "Nisse-Hopsa"               | Ole Thestrup, Ellen Winther, Ejnar Hans Jensen og Allan Olsen | 01:51  |
| 13  | "Taffelmusik"               | Radiounderholdningsorkesteret                                 | 01:26  |
| 14  | "Bagesang"                  | Ellen Winter                                                  | 01:35  |
| 15  | "Valentin"                  | Radiounderholdningsorkesteret                                 | 01:51  |
| 16  | "Nissens Røde Hue"          | Ellen Winter                                                  | 01:45  |
| 17  | "Rabsenfuchs"               | Radiounderholdningsorkesteret                                 | 00:50  |
| 18  | "Drillesangen (Æh Bæh Buh)" | DR's Julekalender & Ellen Winter                              | 01:10  |
| 19  | "Torvemusik"                | Radiounderholdningsorkesteret                                 | 00:50  |
| 20  | "Julesang"                  | Ellen Winter                                                  | 01:51  |
| 21  | "Slutningsmusik"            | Radiounderholdningsorkesteret                                 | 01:27  |
|     |                             |                                                               |        |

## Modtagelse
Julekalenderen blev rost for sine overdådige kulisser og for sine autentiske kostumer.
Jens Zacho Böye opnåede stor popularitet i rollen som Valentin og blev et teenageidol, og oplevede at blive jagtet ned ad Strøget af fans. Ligeledes ventede unge kvinder på hans trappesten, og han var nødt til at få hemmeligt nummer, da han oplevede en decideret telefonstorm. Den store opmærksomhed og forventningspresset har efter hans eget udsagn været svært at leve op til siden, og han har hovedsageligt holdt sig til Aarhus Teater, hvor han har haft 35 års jubilæum. Böye mener, at det i nogle tilfælde har været en bremseklods for hans karriere på grund af rollen, da folk har været bange for, at det bliver for "prinseagtigt" ved at caste ham.
Hanne Stensgaard i rollen som prinsesse Miamaja blev også godt modtaget, og hun modtog mange fanbreve og henvendelser fra teatre. Kim Veisgaard modtog også fanbreve fra børn og bedsteforældre, der syntes det var synd for ham, at han blev kostet rundt med af grev Rabsenfuchs (Waage Sandø). I en spørgeskemaundersøgelse udført af analyseinstituttet YouGov i efteråret 2016 blev Grev Rabsenfuchs stemt ind som den syvende bedste skurk blandt de danske julekalendere med 10 % af stemmerne. Førstepladsen blev indtaget af Martin Brygmanns Loke fra Jul i Valhal (2005). Grev Rabsenfuchs var den ældste skurk på listen.
Castingen af Ole Thestrup som nissen Magnum blev rost i Politiken: "Thestrup var perfekt castet... ...med sin kombination af gammeldansk lune og det karakteristiske dæmonglimt i øjet".
I 2007 fik julekalenderen tre ud af seks stjerner i gratisavisen 24timer, der gennemgik forskellige julekalenderen udgivet på dvd. En del af sangene blev kaldt "ikke helt heldige", og ikke alle afsnit var "lige spændende". Til gengæld blev skuespilspræstationerne rost. Flere af sangene er dog ganske velkendte, og "December-Sang" er nærmest folkeeje.
I en afstemning blandt læserne af Politiken vandt Jul på Slottet i 2009 "Bedste julekalender" med fire stemmer ned til Nissebanden på andenpladsen.
Jul på Slottet blev genudsendt i 1998 og havde godt 800.000 seere per afsnit, mens Brødrene Mortensens Jul, der blev sendt for første gang på den konkurrererende tv-kanal TV 2, havde omkring 1,3 mio. Forskellen blev i en artikel i Jyllands-Posten bl.a. tilskrevet, at Brødrene Mortensens Jul havde bedre sendetid (kl. 20 frem for kl. 18 for Jul på Slottet), men også fordi færre drenge i alderen 8-10 år fulgte med i forhold til den første gang, julekalenderen blev sendt. Jul på Slottet havde dog omkring dobbelt så mange seere som året inden, hvor Jullerup Færgeby fra 1974 blev genudsendt.
I 2008 havde DR programmet Julefandango, der viste klip fra forskellige tv-julekalendere fra kanalen. Jul på Slottet blev vist d. 5., 13. og 23. december.
Ved genudsendelsen i 2013 havde det første afsnit ifølge TV 2 135.000 seere, hvilket var mere end andre genudsendelser af voksenjulekalenderne The Julekalender og Jul på Vesterbro. DR oplyste, at omkring 263.000 seere så første afsnit. I gennemsnit havde serien mellem 124.000 og 143.000 seere.
På den online filmdatabase Internet Movie Database (IMDb) holder julekalenderen en score på 7,4/10 med ca, 250 afgivne stemmer (oktober 2020).

## Teater og koncert
Julekalenderen er senere blevet opført som teater flere gange. I 2007 samarbejdede Den Jyske Opera med Filuren om at opføre Jul på Slottet som teaterstykke i Musikhuset Aarhus med bl.a. Merete Hegner på rollelisten. Den oprindelige instruktør, Finn Henriksen, havde dramatiseret julekalenderen, og Kim Veisgaard, der havde spillet Junker Juchs, instruerede, hvilket glædede Henriksen. Bodil Heister, der oprindeligt skrev musikken, skrev ved denne lejlighed flere nye sange til opførslen. Stykket modtog gode anmeldelser. Forestillingen er siden blevet genopført hvert år siden, og er ved at blive en tradition i Aarhus, ligesom opførslen af Nøddebo Præstegaard er det i København.
Jul på Slottet har også været opført på Slotsmøllen ved Nyborg Slot af Nyborg Voldspil, hvor der blev udsolgt, så en ekstraforestilling blev arrangeret.
Mastodonterne har opsat Jul på Slottet som musical i 2013 i FrederiksborgCentret i Hillerød i anledning af teatertruppens 25-års jubilæum.
I anledning af 25-året for udsendelse af julekalenderen afholdt Rosenholm Slot, hvor store dele af Jul på Slottet blev optaget, julemarked i 2011, hvor Jens Zacho Böye, Bodil Heister og Ejnar Hans Jensen (Astralius) deltog.
I 2013 blev der afholdt tre koncerter d. 7. og 8. december på henholdsvis Valdemar Slot på Tåsinge og Gavnø Slot ved Næstved, hvor fem musikere fra DRs orkestre og Johannes Nymark og Anne Mette Roest opførte en koncertudgave af julekalenderen med Tim Terry fra DR Ramasjang som vært. Til koncerterne brugte man Heisters originale musik, og Martin Miehe-Renard havde skrevet manuskriptet. Koncerterne var gratis.